# テレザ・イマニシ＝カリ
テレザ・イマニシ＝カリ（Thereza Imanishi-Kari、1943年12月1日 - ）は、ブラジル出身のアメリカ合衆国の病理学者である。
マサチューセッツ工科大学の教員だったときにデビッド・ボルティモアと共著した1986年の論文において、不正行為を犯したと主張された「ボルティモア事件」でよく知られている。一連の調査の結果、彼女は1996年に潔白が証明された。

## 若齢期と教育
ブラジル・サンパウロの近くのインダイアツーバ出身で、サンパウロ大学で生物学の学士号を取得した。その後、日本の京都大学、フィンランドのヘルシンキ大学で免疫学を学び、Ph.D.を取得した。

## 研究
彼女の研究は免疫学、特に自己免疫疾患の根底にある分子生物学や細胞生物学を理解することに焦点を当てている。モデル生物にマウスを用いて全身性エリテマトーデス（狼瘡）を研究し、この研究のために狼瘡研究所と国立衛生研究所から資金提供を受けている。彼女が免疫学に関心を持ったのは、彼女の姉が狼瘡によって亡くなったためであった:149。

## ボルティモア事件
1986年、イマニシ＝カリはデビッド・ボルティモアと免疫学に関する論文を共著した。科学誌『セル』に掲載されたこの論文は、初めて遭遇する抗原に対して、免疫系がその遺伝子をどのように再構成して抗体を産生するかについて、予期せぬ結果を示した（V(D)J遺伝子再構成を参照）。イマニシ＝カリの研究室のマーゴット・オトゥールは、この論文の実験のいくつかを再現できず、イマニシ＝カリが実験データを改竄したと主張した。この研究は国立衛生研究所 (NIH) を通じて米国連邦政府から資金提供を受けていたため、この問題は米国議会で取り上げられ、特にジョン・ディンゲル下院議員が積極的に追求した。1991年、NIHの科学公正局（OSI、後の 米国研究公正局(ORI)）は、調査結果に基づいて、イマニシ＝カリがデータを改竄したと認定し、今後10年間彼女が研究助成を受けることを禁止するよう勧告した。
1996年に新しく設立された保健福祉省(HHS)の上訴委員会は、この事件を再度審査し、イマニシ＝カリに対する全ての処分を取り消した。1996年8月、彼女はタフツ大学医学部病理科の助教授として正式な職位を得た。違法行為の疑惑に対処するための政府制度に対する批判が起こり、生物医学研究の整合性を扱う監督手続の見直しが求められている。科学における不正行為の疑惑とその後の経過は、『サイエンティフィック・アメリカン』で報告された。当時のニューヨーク・タイムズの編集者は、10年間の調査の最終結果について「最近の科学史上最も悪名高い詐欺事件は連邦政府の当惑とともに崩壊し、告発された科学者に対する擁護は時機を失した」と述べた。
この事件に対し、この問題に関する多くのコメントがあった。数学者サージ・ラングは、1993年1月の Ethics and Behavior誌に掲載された記事でこの事件について論じた。エール大学のダニエル・ケブルズによるThe Baltimore Case（1998年）や科学史家ホーレス・フリーランド・ジャドソンによるThe Great Betrayal: Fraud in Scienceでもボルティモア事件を取り上げていた。